# Museu Picasso d'Antíbol
El Museu Picasso d'Antíbol, oficialment i en francès Musée Picasso (Antibes), és un museu dedicat a Picasso ubicat al castell de Grimaldi de la ciutat d'Antíbol (Provença). El castell i el museu van ser declarats Monument històric de França el 4 de juny de 1993.

## Història
El Castell de Grimaldi es va construir sobre les restes d'una antiga acròpoli grega i d'un castell romà. Durant l'edat mitjana va esdevenir la residència dels bisbes locals, fins que va passar a formar part de la família Grimaldi, provinents de Mònaco, que li acabaria donant el nom. Luc i Marc Grimaldi n'esdevingueren propietaris, segons una acta del 27 de maig de 1383. El castell fou propietat dels Grimaldi fins al 1608, data de la compra per part d'Enric VI, qui va comprar a Axejandre Grimaldi la propietat, la ciutat i el port d'Antibes, passant a formar part del Regne de França.
El castell es va convertir llavors en la residència del governador i el 1792, durant de la Revolució francesa, va esdevenir l'Ajuntament. 30 anys després, el 1820, el castell tornaria a complir funcions militars, esdevenint una caserna fins al 1924.
El 1923, el professor Romuald Dor de la Souchère va començar un projecte d'investigació arqueològica a Antíbol, centrant-se sobretot en els edificis militars. Durant els seus estudis, va descobrir un diverses ruïnes gregues i romanes a la zona, i es va començar a interessar pel període de la venda del castell pels frares, a l'edat mitjana.
El 29 de març de 1924 el professor fundaria, junt amb alguns col·legues, el «Groupe ligurien d'Études historiques et archéologiques», una societat d'amics dell Museu d'Antibes, amb l'objectiu d'estudiar la història local i aconseguir la creació d'un museu.
Un any després, el 1925, l'Estat Francès va posar en venda el castell per 80.000 Francs i el Consell d'Antibes el va comprar, amb l'ajut de la Societat d'amics del museu, que va organitzar diverses activitats per trobar finançament. D'aquesta manera, el 1925 es va convertir en el Museu Grimaldi, del que Romuald Dor de la Souchère en seria el primer director. Tres anys més tard, el 1928, el castell va rebre l'etiqueta de monument històric pel govern francès.
El mes de setembre de 1946, Picasso va arribar a la ciutat per assistir a un concurs de pintura infantil organitzat pel British Council, organitzada al Museu Grimaldi. Es tractava de la primera exposició feta després de la Segona Guerra Mundial, període en què el museu havia estat tancat. Picasso estava passant l'estiu amb Françoise Gilot, a Valàuria (Valauris, en francès), on ja havia anat feia 10 anys amb Dora Maar. Durant una visita al museu, Dor de la Souchère va suggerir a Picasso que fes servir una de les ales del museu com a taller mentre estava a Valàuria. Picasso, entusiasmat, li va contestar que no només el faria servir sinó que també decoraria el museu. Durant aquest període va realitzar 23 obres i 44 dibuixos, entre les quals destaquen La Joie de vivre, Satyre, Faune et centaure au trident, Le Gobeur d'oursins, La Femme aux oursins, Nature morte à la chouette et aux trois oursins, La Chèvre... i dibuixos com La Suite Antipolis, les Têtes de faune, entre d'altres. el fotògraf polonès Michel Smajewski, més conegut com a Michel Sima, va fotografiar part del seu procés de treball.
Quan Picasso va marxar de la ciutat, a mitjans de novembre, va deixar alguns dels treballs realitzats en agraïment. Un any després, el 27 de setembre de 1947, es va inaugurar oficialment la Sala Picasso a la sala oest del museu. El 1948 s'inauguraria encara una altra exposició Picassiana: Picasso : Céramique – Peinture – Dessin, amb un èxit de públic. De mica en mica el museu aniria ampliant la seva col·lecció d'obres de Picasso. 10 anys més tard, el 1957, Picasso rebria oficialment el títol de Ciutadà d'honor d'Antíbol, en una cerimònia feta al castell.
El 27 de desembre de 1966, tres anys després del Museu Picasso de Barcelona, el consell d'Antíbol va decidir canviar el nom del museu Grimaldi pel de Museu Picasso. La col·lecció es va ampliar considerablement el 1990, quan va ingressar part del llegat de Jacqueline Picasso.
El 2001 el museu va obrir una nova ala a la planta baixa del museu, amb obres provinents d'una donació de la Fundació de Hans Hartung i Anna-Eva Bergman.
El museu va estar tancat durant un temps entre 2006 i 2008, període en què es van poder veure part dels dibuixos de la seva col·lecció al Museu Picasso de Barcelona i al Museu Picasso de Màlaga. Es va reobrir el 19 de juliol de 2008, en presència de la ministra francesa de cultura, Christine Albanel.

## Col·lecció

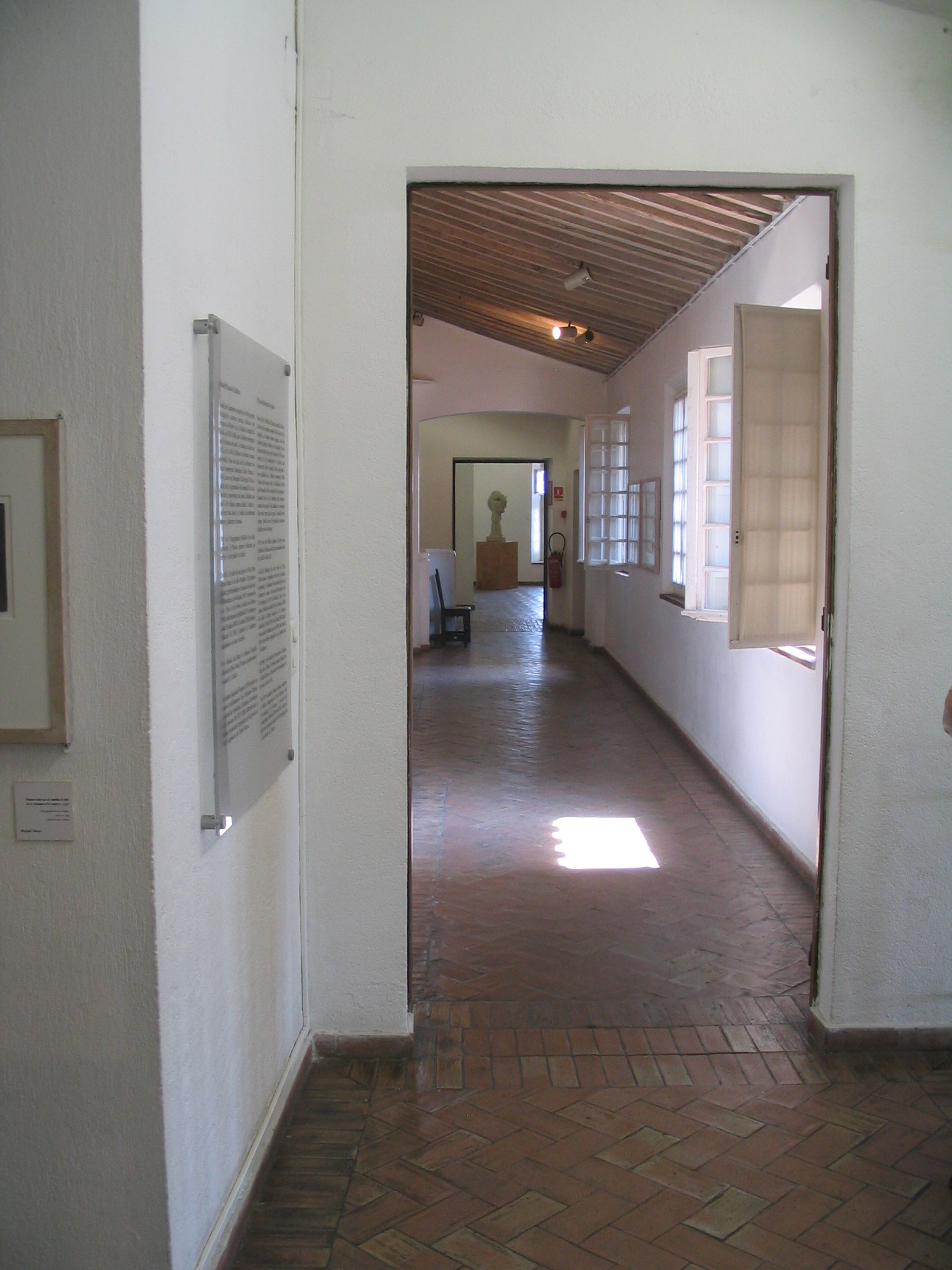
Sales interiors del museu

Actualment, el museu té aproximadament 245 obres de l'artista. A més a més, disposa d'una petita col·lecció d'obres de Nicolas de Stael, pintades a antíbol durant els anys 50 del segle xx i donades per la vídua de l'artista.

### Obres destacades de Picasso
- La Joie de vivre
- Faune et centaure au trident
- Le Gobeur d'oursins
- La Femme aux oursins
- Nature morte à la chouette et aux trois oursins
- La Chèvre

Dibuixos:
- Suite Antipolis
- Les Têtes de faune
- les Études pour une figure féminine

Escultures: 
- Tête de femme au chignon (1932)
- Tête de femme aux grands (1932)

### Altres artistes
El museu té obres d'artistes de renom internacional com Balthus, Brassaï, Yves Klein, David Hockney, Léger, Alberto Magnelli, Modigliani, Francis Picabia, Antonio Saura, Nicolas de Staël o Manolo Valdés, entre d'altres.
A la terrassa del castell hi ha escultures de Joan Miró, Germain Richier, Bernard Pagès i Jaume Plensa, entre d'altres.